# أسيتوفينون
أسيتوفينون هو المركب العضوي الذي له الصيغة الكيميائية C6H5C(O)CH3 (يتم التعبير عنه أيضاً بالحروف PhAc أو BzMe) هو أبسط كيتون بين المركبات العطرية، ويستخدم هذا السائل اللزج عديم اللون كمكون مبدئي للعطور والراتنجات المفيدة.

## الإنتاج
يمكن إنتاج أسيتوفينون بطرق عديدة حيث يتم إنتاجه في الصناعة كناتج أكسدة إيثيل بنزين والتي تعطي بشكل رئيسي هيدروبروكسيدإيثيل بنزين يستخدم لإنتاج أكسيد البروبلين.

## الإستخدامات

### مكون مبدئي للراتنجات
يتم إنتاج الراتنجات المهمة تجارياً بواسطة معالجة أسيتوفينون بفورمالدهيد وقاعدة، ويتم وصف البوليمرات الناتجة بالصيغة الكيميائية

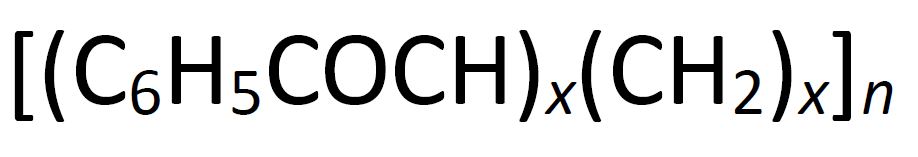

وتنتج عن تكثيف الألدول، تعد هذه المواد من أهم مكونات الطلاء والأحبار، كما يتم إنتاج راتنجات أسيتوفينون-فورمالدهيد بواسطة هدرجة الراتنجات التي تحتوي على كيتون وتم ذكرها آنفا. ويمكن أن يرتبط البوليول الناتج مع الأيزوسيانات، تم العثور على هذه الراتنجات مرة أخرى في مواد الطلاء، والأحبار، وكذلك المواد اللاصقة.

### إستخدامها في الأدوية والمجالات ذات الصلة
يستخدم أسيتوفينون لتركيب العديد من المستحضرات الصيدلانية مثل: ديتروبروبوكسيفين، فلوكستين، أتوميكستين، نيزوكسيتين، تريهيكسيفينيديل، سيكريمين، بيبيريدين، بروسيكليدين، أسيفران، ميزوكسديم، و بنموكسين.
ويُزعم أنه يتم استخدامه أيضاً في فينيل بروبانولامين (في هذه الحالة يكون المركب في الواقع بروبيوفينون وليس PhAc).
وهناك استخدام آخر له وهو تصنيع بنزويل أسيتون.

### الإستخدامات المتخصصة
يعد أسيتوفينون أحد العناصر المكونة للعطور التي تشبه اللوز، والكرز، وزهر العسل، والياسمين، والفراولة، ويتم استخدامه في مضغ العلكة. وتم تضمين أسيتوفينون في لائحة المواد الوسيطة في بإدارة الغذاء والدواء في الولايات المتحدة الأمريكية. وفي تقرير عام 1994م الصادر عن أكبر شركات السجائر فإن أسيتوفينون من المواد 599ال المضافة إلى السجائر.

## المختبرات العلمية
يتم تحويل أسيتوفينون إلى ستيرين في المحتبرات التعليمية في عملية من خطوتين توضح إختزال الكربون وجفاف الكحول.
4C6H5C(O)CH3 + NaBH4 + 4 H2O → 4 C6H5CH(OH)CH3 + NaOH + B(OH)3 → C6H5CH=CH2
ويتم استخدام عملية ممائلة صناعياً ولكن خطوة هدرجة 1-فينيل إيثانول تحدث في وجود عامل حفاز وهو النحاس.
C6H5CH(OH)CH3 → C6H5CH=CH2 + H2O
وبالتحول إلى بروكيرال يكون أسيتوفينون مادة اختبار جيدة ومعروفة لتجارب الهدرجة الغير متمائلة.

## وجوده طبيعياً
يوجد أسيتوفينون بشكل طبيعي في كثير من الأطعمة مثل التفاح، والجبن، والمشمش، والموز، ولحم البقر، والقرنبيط. كما أنه أحد مكونات المادة المفرزة من حويصلات الخروع في القندس الناضح.

## علم العقاقير
في أواخر القرن التاسع عشر وبدايات القرن العشرين تم استخدام أسيتوفينون في الطب، حيث تم تسويقه تجارياً على أنه منوم ومضاد للتشنجات تحت اسم هيبنون، وتم تحديد الجرعة النموذجية بحوالي 0.12-0.3 ملليليتر، واعتبروا أن له آثار مهدئة على كلٍ من بارالدهيد وهيدرات الكلورال.
يؤدي أيض أسيتوفينون في البشر إلى تكوين حمض البنزويك، وحمض الكربونيك، والأسيتون، وحمض الهيبوريك (بصورة غير مباشرة) ويمكن أن يتم استخدام كميته في البول لمعرفة مدى تعرض الشخص لأسيتوفينون.

## السمية
تقدر الجرعة القاتلة من أسيتوفينون بحوالي 815 مجم/كجم (عن طريق الفم في الفئران)، وتم تصنيف أسيتوفينون مؤخراً كمادة مسرطنة من المجموعة الرابعة (ليست مسرطنة للإنسان)، مع تأكيد أنه لا يسبب آثاراً مسرطنة على البشر على الرغم من عدم وجود دراسات لقياس إمكانية حدوث السرطان في البشر بسبب أسيتوفينون، بينما أظهرت دراسات على الحيوانات أنه يسبب خلل في الكروموسومات في حيوان الهامستر.